# Euphaedra alternus
Euphaedra alternus är en fjärilsart som beskrevs av Van Someren 1935. Euphaedra alternus ingår i släktet Euphaedra och familjen praktfjärilar. Inga underarter finns listade i Catalogue of Life.